# Michael J. Pappas

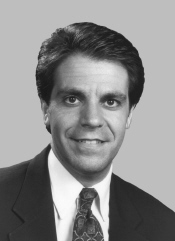
Michael J. Pappas

Michael James Pappas (* 29. Dezember 1960 in New Brunswick, New Jersey) ist ein US-amerikanischer Politiker. Zwischen 1997 und 1999 vertrat er den Bundesstaat New Jersey im US-Repräsentantenhaus.

## Werdegang
Michael Pappas besuchte die Alma Preparatory School in Zarephath und danach die Seton Hall University in South Orange. Danach arbeitete er in der Versicherungsbranche. Gleichzeitig begann er als Mitglied der Republikanischen Partei eine politische Laufbahn. Er wurde Mitglied der National Association of Counties, wo er die Kommission für Dienstleistungen und Bildung leitete. Außerdem gehörte er dem National Policy Forum des Republican National Committee an. Im Jahr 1994 war Pappas Vorsitzender der New Jersey Association of Counties. Gleichzeitig leitete er eine Kommission zur Vereinheitlichung der Gesetze auf Staatsebene (Judicial Unification Transition Committee). Von 1984 bis 1986 gehörte Pappas dem Kreisrat im Somerset County an. Außerdem saß er im Gemeinderat von Franklin. In diesem Ort war er in den Jahren 1983 und 1984 auch Bürgermeister.
Bei den Kongresswahlen des Jahres 1996 wurde Pappas im zwölften Wahlbezirk von New Jersey in das US-Repräsentantenhaus in Washington, D.C. gewählt, wo er am 3. Januar 1997 die Nachfolge von Dick Zimmer antrat. Da er im Jahr 1998 dem Demokraten Rush D. Holt Jr. unterlag, konnte er bis zum 3. Januar 1999 nur eine Legislaturperiode im Kongress absolvieren. Während der Präsidentschaft von George W. Bush arbeitete Michael Pappas für die Small Business Administration.